# Gunilla Carlsson

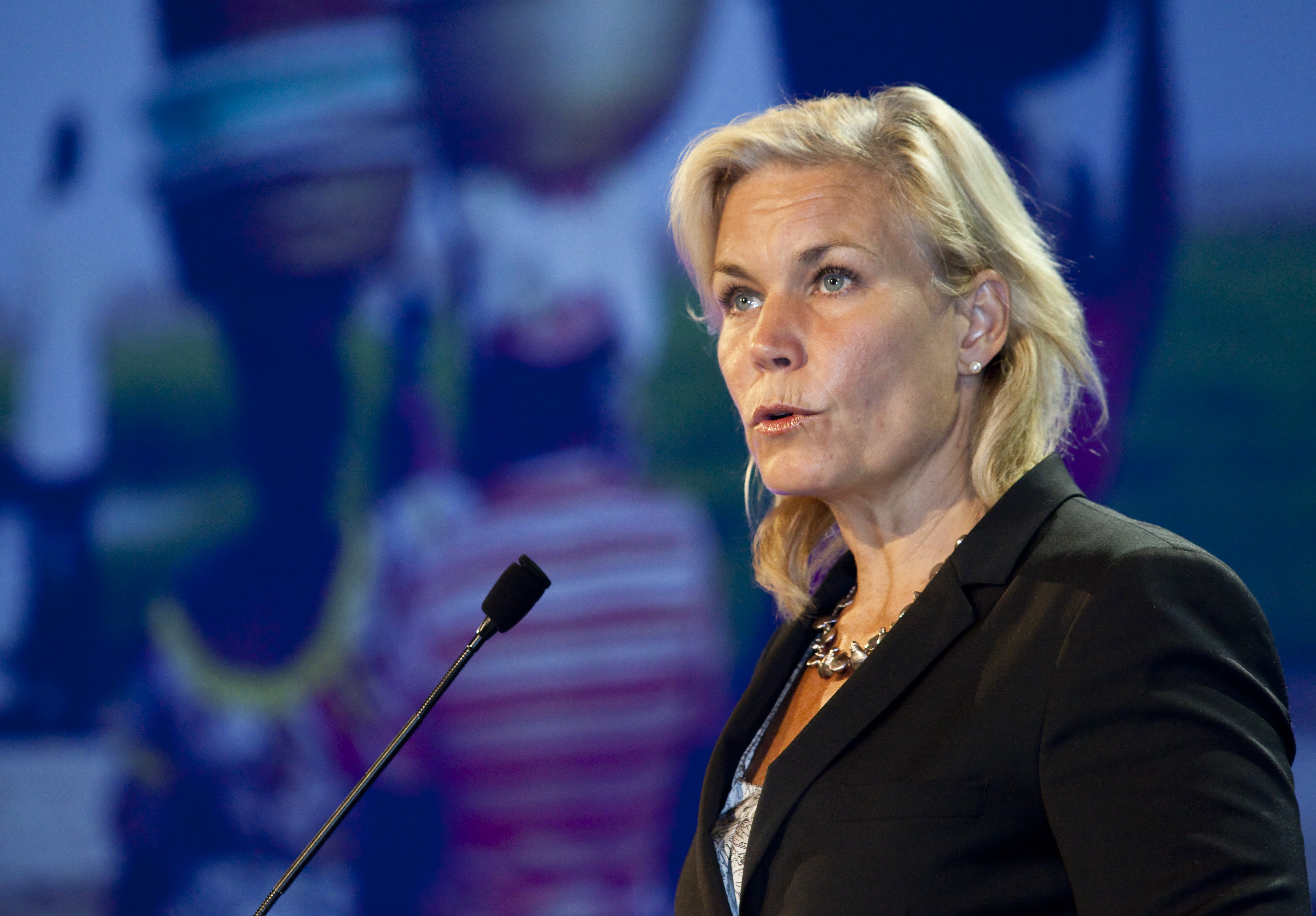
Gunilla Carlsson (2012).

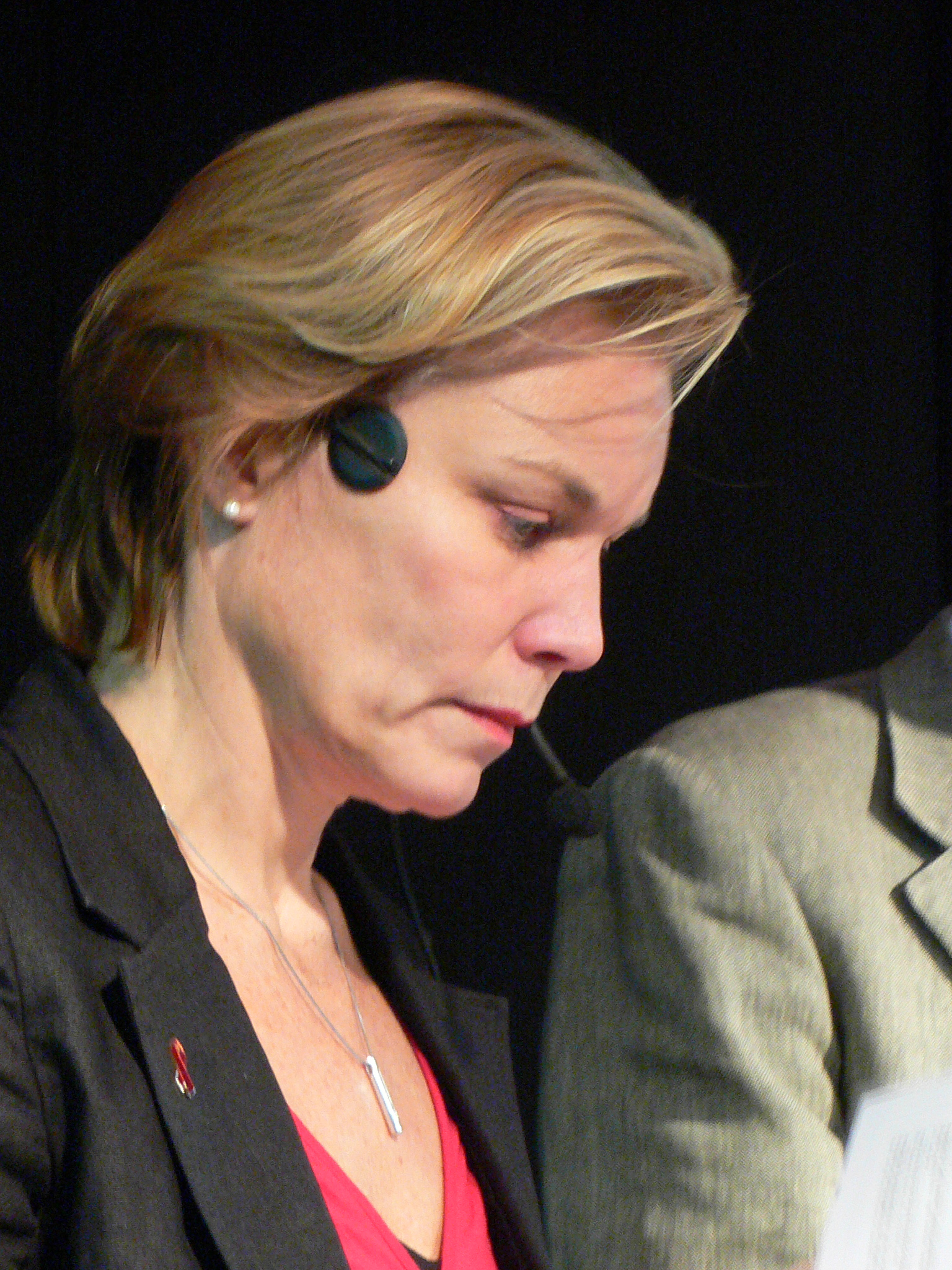
Gunilla Carlsson auf der Göteborger Buchmesse 2007

Gunilla Carlsson (* 11. Mai 1963 in Lund, Provinz Skåne, Schweden) ist eine schwedische Politikerin der Moderata samlingspartiet und war von 2006 bis 2013 Ministerin für Internationale Entwicklungszusammenarbeit in der Regierung Fredrik Reinfeldt. 2017–2019 war sie stellvertretende Exekutivdirektorin beim Gemeinsamen Programm der Vereinten Nationen für HIV/Aids (UNAIDS).

## Beruflicher Werdegang
Nach dem Schulbesuch absolvierte sie von 1982 bis 1983 Kurse in Buchhaltung und Rechnungswesen an der Universität Linköping und war danach von 1984 bis 1990 als Buchhalterin und anschließend von 1990 bis 1994 als Leitende Buchhalterin tätig.

## Politische Laufbahn
1989 begann Gunilla Carlsson ihre politische Laufbahn mit der Wahl zum Mitglied des Ortschaftsrates von Vadstena. Zwischen 1992 und 1995 war sie Vizevorsitzende des Jugendverbandes und zugleich kooptiertes Mitglied im Vorstand der Moderaten Sammlungspartei. 1993 wurde sie Vizevorsitzende der Jungen Union bei den Nordischen Konservativen  und danach 1994 politische Administratorin im Sekretariat der Moderaten Sammlungspartei im Reichstag. Im Anschluss daran war sie zwischen 1994 und 1998 Vizevorsitzende der International Young Democrat Union (IYDU).
1994 wurde sie zum Mitglied des 4. Europäischen Parlamentes gewählt. Sie gehörte dem Europäischen Parlament als Mitglied der Fraktion der Europäischen Volkspartei (Christdemokraten) und europäischer Demokraten bis 2002 an. Während dieser Zeit war sie von 1999 bis 2002 Vorsitzende der Delegation der Moderaten Sammlungspartei und Mitglied des Ausschusses für Auswärtige Angelegenheiten, Menschenrechte, Gemeinschaftssicherheit und Verteidigungspolitik und stellvertretendes Mitglied im Ausschuss für Industrie, Außenhandel, Forschung und Energie.
Sie gehörte von 1996 bis 1997 der Programmkommission ihrer Partei an und nach einer Tätigkeit als 2. Vizevorsitzende von 1999 bis 2003 war Gunilla Carlsson in den Jahren 2003 bis 2015 1. Vizevorsitzende der Moderata samlingspartiet und damit erste Stellvertreterin des damaligen Parteivorsitzenden Fredrik Reinfeldt.
Bei den Reichstagswahlen vom 15. September 2002 wurde sie zur Abgeordneten gewählt und gehörte dem Parlament bis 2006 an. Sie war Mitglied der Kriegsdelegation von 2002 bis 2006, Mitglied des Bildungsausschusses von 2002 bis 2003, von 2002 bis 2004 Mitglied des Ausschusses für Angelegenheiten der Europäischen Union und von 2003 bis 2004 des Außenpolitischen Ausschusses. Darüber hinaus war sie von 2004 bis 2006 alternierendes Mitglied der Delegation Schwedens beim Nordischen Rat und zeitgleich auch stellvertretendes Mitglied des Ausschusses für Angelegenheiten der EU sowie Vizevorsitzende des Außenpolitischen Ausschusses.
Von 2004 bis 2006 war Gunilla Carlsson Vizevorsitzende der Europäischen Volkspartei.
Am 6. Oktober 2006 wurde sie von Ministerpräsident Fredrik Reinfeldt zur Ministerin für Internationale Entwicklungszusammenarbeit im Außenministerium ernannt. Von diesem Posten trat sie am 17. September 2013 zurück. Ihre Nachfolgerin wurde Hillevi Engström, die zuvor das Amt der Arbeitsministerin bekleidet hatte.
In ihrem letzten Jahr als Ministerin von 2012 bis 2013 arbeitete Carlsson zusammen mit Ellen Johnson Sirleaf, David Cameron und anderen in der Beratergruppe für eine "Post-2015 Development Agenda", die UN-Generalsekretär Ban Ki-moon berief, um die internationale Entwicklungspolitik für den Zeitraum nach Ablauf des Projekts Millenniums-Entwicklungsziele (2000 – 2015) zu konzipieren.
Nach ihrem Rücktritt arbeitete Carlsson bis 2014 zusammen mit Tertius Zongo und Callisto Madavo für die Afrikanische Entwicklungsbank in einem Expertengremium für fragile Staaten, wo speziell Strategien für das Horn von Afrika entwickelt wurden. Zwischen 2013 und 2015 war sie Mitglied der von UNAIDS und der renommierten medizinischen Fachzeitschrift The Lancet gebildeten Kommission zur Bekämpfung von AIDS unter dem Vorsitz von Joyce Banda, Nkosazana Dlamini Zuma und Peter Piot.
2017 wurde Carlsson von UN-Generalsekretär António Guterres zur stellvertretenden UNAIDS-Exekutivdirektorin im Rang einer Under-Secretary-General of the United Nations ernannt. Nach dem Rücktritt des UNAIDS-Direktors Michel Sidibé 2019 leitete sie die Organisation für sieben Monate kommissarisch, bis Winnie Byanyima das Amt ab 1. Nov. 2019 übernahm. Als eine der ersten Amtshandlungen entließ Winnie Byanyima ihre Stellvertreterin Gunilla Carlsson.